# Androni Giocattoli-Sidermec/Saison 2018
Diese Liste beschreibt die Mannschaft und die Erfolge des Radsportteams Androni Giocattoli-Sidermec in der Saison 2018.

## Erfolge in der UCI America Tour
In der Saison 2018 gelangen dem Team nachstehende Erfolge in der UCI America Tour.
| Datum       | Rennen                             | Kat. | Sieger           |
| ----------- | ---------------------------------- | ---- | ---------------- |
| 12. Januar  | 1. Etappe Vuelta al Táchira        | 2.2  | Matteo Malucelli |
| 14. Januar  | 3. Etappe Vuelta al Táchira        | 2.2  | Matteo Malucelli |
| 15. Januar  | 4. Etappe Vuelta al Táchira        | 2.2  | Iván Sosa        |
| 18. Januar  | 7. Etappe Vuelta al Táchira        | 2.2  | Kevin Rivera     |
| 5. Juli     | 1. Etappe Vuelta a Venezuela       | 2.2  | Matteo Malucelli |
| 8. Juli     | 4. Etappe Vuelta a Venezuela       | 2.2  | Marco Benfatto   |
| 9. Juli     | 5. Etappe Vuelta a Venezuela (EZF) | 2.2  | Matteo Spreafico |
| 5.–14. Juli | Gesamtwertung Vuelta a Venezuela   | 2.2  | Matteo Spreafico |

## Erfolge in der UCI Asia Tour
In der Saison 2018 gelangen dem Team nachstehende Erfolge in der UCI Asia Tour.
| Datum           | Rennen                       | Kat. | Sieger           |
| --------------- | ---------------------------- | ---- | ---------------- |
| 24. März        | 7. Etappe Tour de Langkawi   | 2.HC | Manuel Belletti  |
| 8. September    | 1. Etappe Tour of China I    | 2.1  | Matteo Malucelli |
| 10. September   | 3. Etappe Tour of China I    | 2.1  | Marco Benfatto   |
| 12. September   | 5. Etappe Tour of China I    | 2.1  | Marco Benfatto   |
| 20. September   | 3. Etappe Tour of China II   | 2.1  | Seid Lizde       |
| 25. Oktober     | 3. Etappe Tour of Hainan     | 2.HC | Manuel Belletti  |
| 27. Oktober     | 5. Etappe Tour of Hainan     | 2.HC | Manuel Belletti  |
| 29. Oktober     | 7. Etappe Tour of Hainan     | 2.HC | Marco Benfatto   |
| 30. Oktober     | 8. Etappe Tour of Hainan     | 2.HC | Fausto Masnada   |
| 23.–31. Oktober | Gesamtwertung Tour of Hainan | 2.HC | Fausto Masnada   |

## Erfolge in der UCI Europe Tour
In der Saison 2018 gelangen dem Team nachstehende Erfolge in der UCI Europe Tour.
| Datum          | Rennen                                 | Kat. | Sieger            |
| -------------- | -------------------------------------- | ---- | ----------------- |
| 26. April      | 2. Etappe Tour de Bretagne             | 2.2  | Matteo Malucelli  |
| 12. Mai        | 2. Etappe Vuelta a Aragón              | 2.1  | Matteo Malucelli  |
| 1. Juni        | 1. Etappe Tour of Bihor - Bellotto     | 2.2  | Matteo Malucelli  |
| 2. Juni        | 2a. Etappe Tour of Bihor - Bellotto    | 2.2  | Iván Sosa         |
| 1.–3. Juni     | Gesamtwertung Tour of Bihor - Bellotto | 2.2  | Iván Sosa         |
| 22. Juni       | 3. Etappe Adriatica Ionita Race        | 2.1  | Iván Sosa         |
| 20.–24. Juni   | Gesamtwertung Adriatica Ionita Race    | 2.1  | Iván Sosa         |
| 5. Juli        | Prolog Sibiu Cycling Tour (EZF)        | 2.1  | Davide Ballerini  |
| 6. Juli        | 1. Etappe Sibiu Cycling Tour           | 2.1  | Iván Sosa         |
| 5.–8. Juli     | Gesamtwertung Sibiu Cycling Tour       | 2.1  | Iván Sosa         |
| 7. August      | 1. Etappe Burgos-Rundfahrt             | 2.HC | Francesco Gavazzi |
| 11. August     | 5. Etappe Burgos-Rundfahrt             | 2.HC | Iván Sosa         |
| 7.–11. August  | Gesamtwertung Burgos-Rundfahrt         | 2.HC | Iván Sosa         |
| 15. August     | 1. Etappe Tour de Hongrie              | 2.1  | Manuel Belletti   |
| 14.–19. August | Gesamtwertung Tour de Hongrie          | 2.1  | Manuel Belletti   |
| 22. September  | Memorial Marco Pantani                 | 1.1  | Davide Ballerini  |
| 23. September  | Trofeo Matteotti                       | 1.1  | Davide Ballerini  |

## Mannschaft
| Teamkader 2018                            | Teamkader 2018     | Teamkader 2018 | Teamkader 2018                              |
| Name                                      | Geburtsdatum       | Land           | Vorheriges Team                             |
| ----------------------------------------- | ------------------ | -------------- | ------------------------------------------- |
| Davide Ballerini                          | 21. September 1994 | Italien        | Hopplà-Petroli Firenze (2016)               |
| Manuel Belletti                           | 14. Oktober 1985   | Italien        | Wilier Triestina-Selle Italia (2017)        |
| Marco Benfatto                            | 6. Januar 1988     | Italien        | Astana Continental (2014)                   |
| Alessandro Bisolti                        | 7. März 1985       | Italien        | Nippo-Vini Fantini (2017)                   |
| Raffaello Bonusi                          | 31. Januar 1992    | Italien        | General Store Bottoli Zardini (2016)        |
| Mattia Cattaneo                           | 25. Oktober 1990   | Italien        | Lampre-Merida (2016)                        |
| Luca Chirico (1. Jan.–14. Mai)            | 16. Juli 1992      | Italien        | Torku Şekerspor (2017)                      |
| Marco Frapporti                           | 30. März 1985      | Italien        | Idea (2012)                                 |
| Mattia Frapporti                          | 2. Juli 1994       | Italien        | Unieuro Wilier (2016)                       |
| Francesco Gavazzi                         | 1. August 1984     | Italien        | Southeast (2015)                            |
| Matteo Malucelli                          | 20. Oktober 1993   | Italien        | Unieuro Wilier (2016)                       |
| Fausto Masnada                            | 6. November 1993   | Italien        | Colpack (2016)                              |
| Kevin Rivera                              | 28. Juni 1998      | Costa Rica     | Scott-TeleUno-BCT (2016)                    |
| Iván Sosa                                 | 31. Oktober 1997   | Kolumbien      | Maltinti Lampadari-Banca di Cambiano (2016) |
| Matteo Spreafico                          | 15. Februar 1993   | Italien        | Kolss-BDC (2016)                            |
| Rodolfo Torres                            | 21. März 1987      | Kolumbien      | Colombia (2015)                             |
| Andrea Vendrame                           | 20. Juli 1994      | Italien        | Zalf Euromobil Désirée Fior (2016)          |
|                                           |                    |                |                                             |
| Quellen: ProCyclingStats Cycling Quotient |                    |                |                                             |